# إرميسيندا بيلايز
إرميسيندا بيلايز هي ملكة أستورياس القرينة بزواجها من ألفونسو الأول ابن بيدرو دوق كانتابريا انتخب ملكاً بعد وفاة شقيقها فافيلا الأول فبطبع هي ابنة ملك أستورياس الأول بيلاجيوس وزوجته غوديوسا.
كان لألفونسو وإرميسيندا ثلاثة أبناء:-
- فرويلا الأول (722-768)؛ خليفة أبيه كـ ملك أستورياس بين عامي (757-768).
- فيمورنو اغتيل في 765 من قبل أخيه.
- أدوسيندا قرينة سايلو ملك أستورياس (حكم 783-789).